# Красне (Луцьк)
Красне — житловий район у Луцьку. Розташований у південно-західній частині міста. З півночі обмежений Володимирською вулицею, із сходу дорогою на Львів (вулиця Львівська). 

## Історія
Виріс із колишнього села, вилученого з сільської гміни Полонка Луцького повіту і приєднаного до міста 11 квітня 1930 р.. 
Село Красне згадується вперше у Галицько-Волинському літописі. 
У міжвоєнний період на території Красного діяла семінарія Луцької дієцезії РКЦ.
На Красному розташовані:
- Свято-Феодосіївська церква УПЦ Київського Патріархату 1906-16 рр. і цвинтар біля неї (вул. Володимирська, №70) [2],
- Катедральна соборна церква Різдва Богородиці УГКЦ (у приміщенні колишньої семінарської каплиці, 30-і рр. ХХ ст.),
- молитовні будинки протестантських деномінацій.